# 黃聲遠
黃聲遠，台灣建築師，田中央聯合建築師事務所與田中央工作群創辦人兼主持建築師，現任中原大學建築學系與國立宜蘭大學建築與永續規劃研究所兼任教授。其作品多位於台灣宜蘭縣，曾獲總統創新獎與國家文藝獎。

## 生平
1963年6月19日生於台北市，1986年畢業於東海大學建築系，之後赴美國耶魯大學深造，並於1991年取得建築碩士。曾在美國北卡羅萊納州立大學建築系擔任助理教授。1993年返回台灣，於隔年移居宜蘭並成立黃聲遠建築師事務所，該事務所在2005年更名為田中央聯合建築師事務所。其作品大多位於宜蘭，宜蘭代表性建築師之一。
黃聲遠妻子李靜慧為現任文化部政務次長，曾任國立故宮博物院政務副院長。

## 建築作品

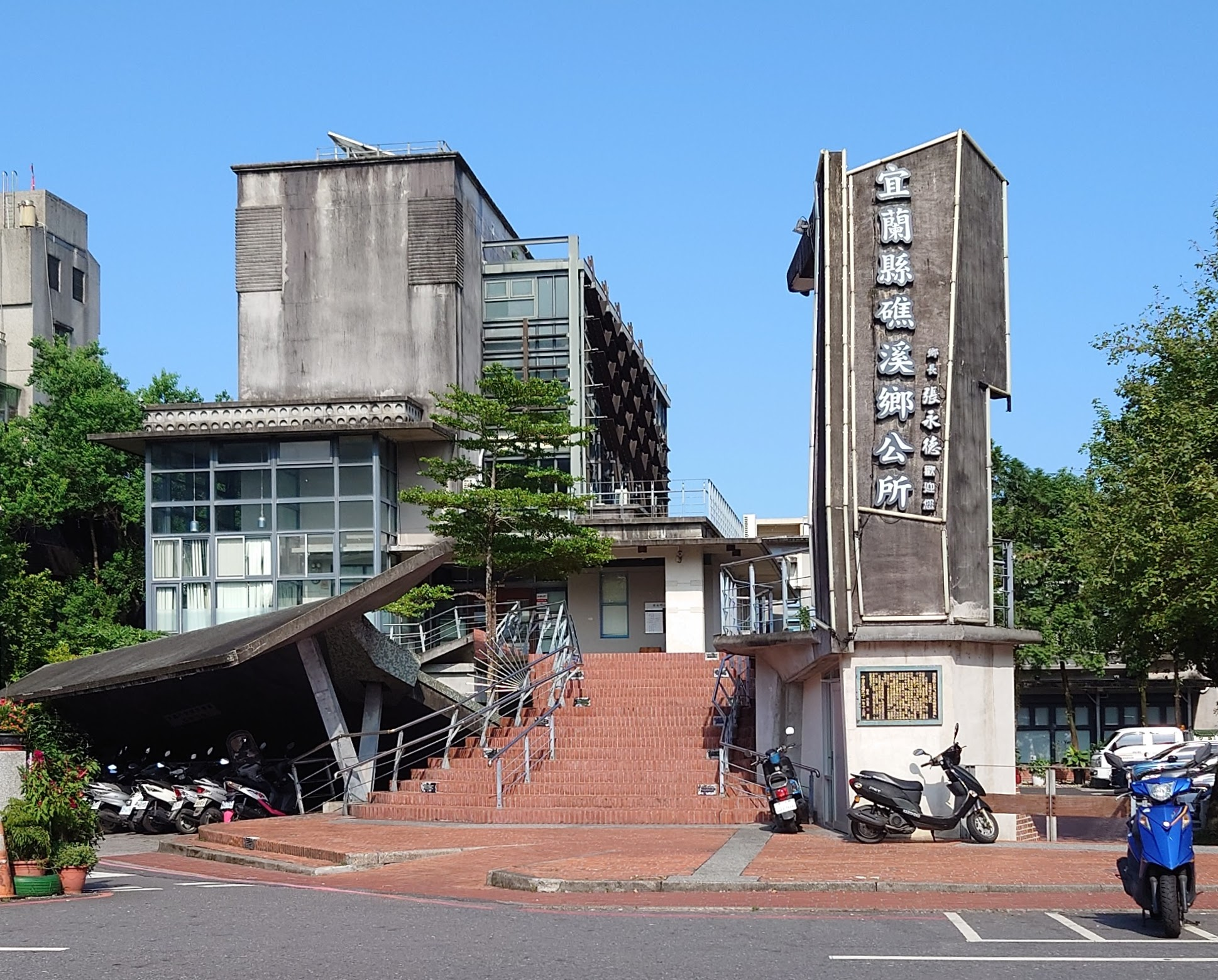
宜蘭縣礁溪鄉公所

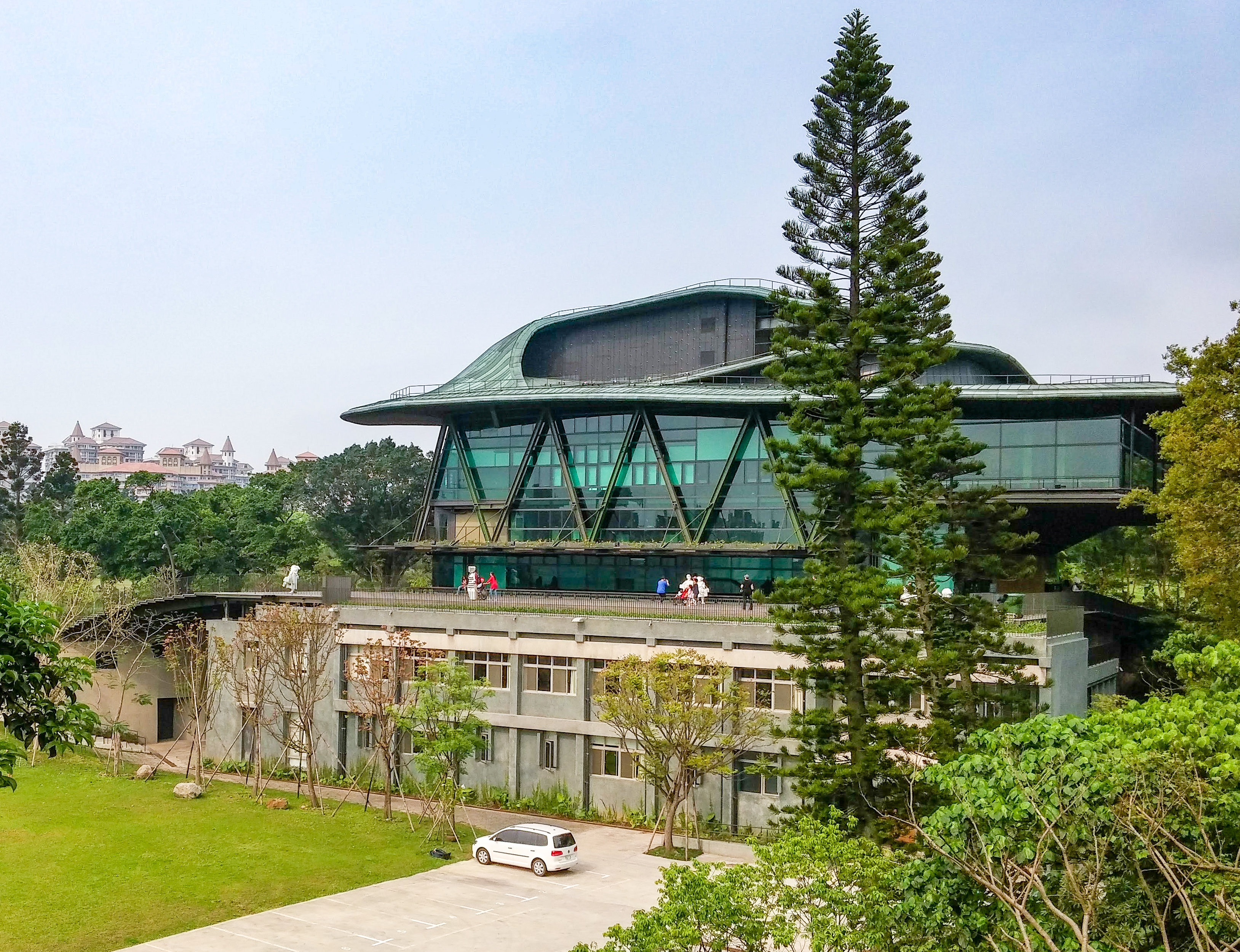
雲門舞集淡水雲門劇場

- 2001年，宜蘭社福館與西堤屋橋，宜蘭縣宜蘭市。[3]
- 2002年，宜蘭縣礁溪鄉公所，宜蘭縣礁溪鄉。
- 2008年，宜蘭津梅棧道，宜蘭縣宜蘭市。[4]
- 2010年，員山機堡戰爭地景博物館，宜蘭縣員山鄉。[5]
- 2012年，羅東文化工場，宜蘭縣羅東鎮。[6]
- 2013年，武荖坑石滬，宜蘭縣蘇澳鎮。[7]
- 2013年，幾米廣場，宜蘭縣宜蘭市。[7]
- 2013年，新護城河，宜蘭縣宜蘭市。[7]
- 2014年，櫻花陵園入口服務中心，宜蘭縣礁溪鄉。[8]
- 2015年，雲門劇場，新北市淡水區。[9]
- 2016年，中山小巨蛋 (宜蘭市中山國民小學體育館)，宜蘭縣宜蘭市。[10]
- 2018年，壯圍沙丘旅遊服務園區，宜蘭縣壯圍鄉。

## 書籍作品
| 年份   | 書名                                             | 出版社          | ISBN          |
| 2017年 | 《在田中央：宜蘭的青春．建築的場所．島嶼的線條》 | 大塊文化        | 9789862137147 |
| 2015年 | 《LIVING IN PLACE》                              | TOTO Publishing | 9784887063518 |

## 獲獎
- 中華民國經濟部第三屆（2018年）總統創新獎。
- 國家文化藝術基金會第二十屆（2018年）國家文藝獎。
- 日本生活學會第四屆（2017年）吉阪隆正賞。

## 外部連結
- 田中央聯合建築師事務所 （页面存档备份，存于）